# CW Leonis

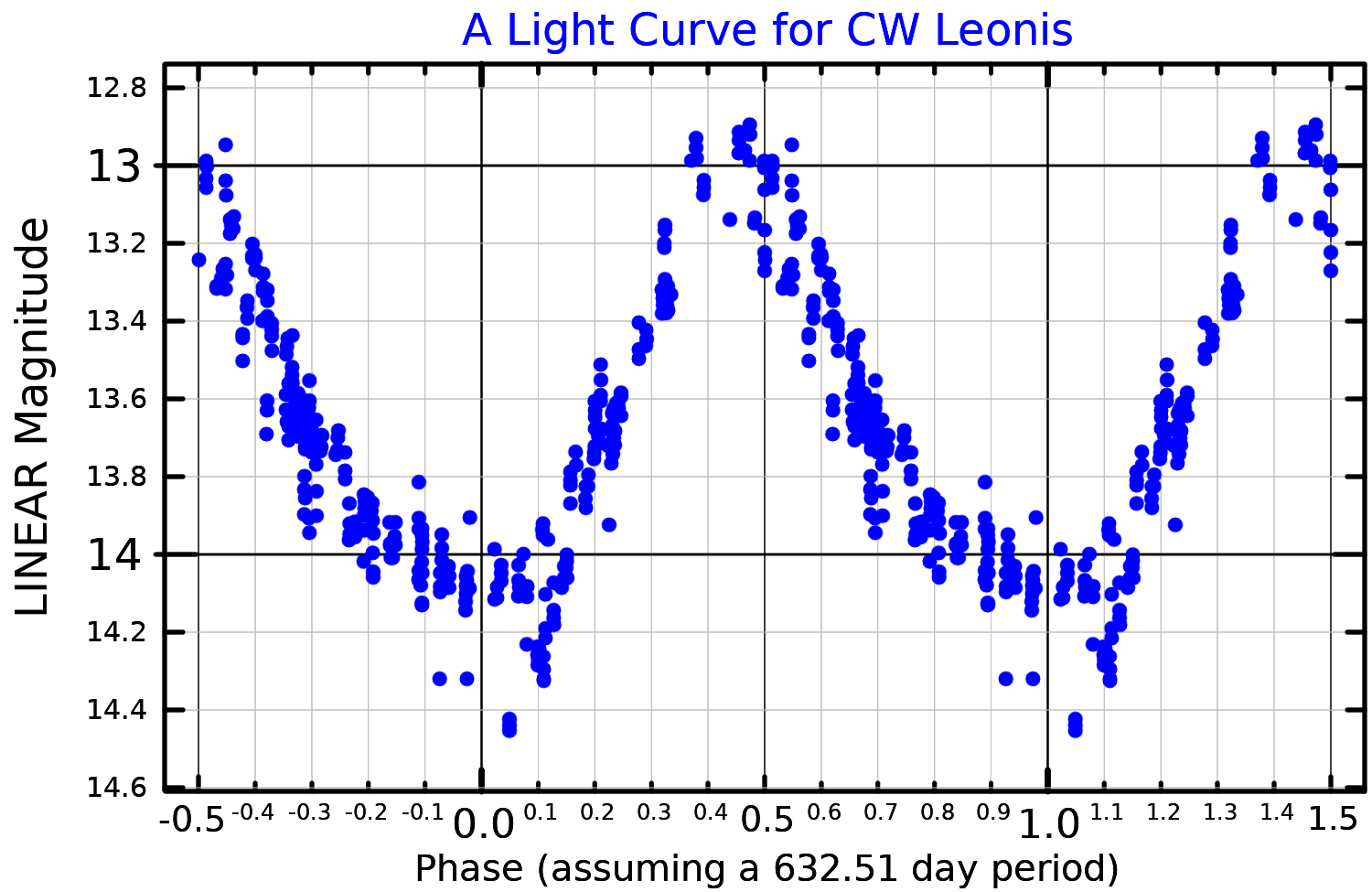
Lichtkromme van CW Leo

IRC+10216 of CW Leonis is een koolstofster in het sterrenbeeld Leeuw die wordt omgeven door een dikke stofschil. De ster is ontdekt bij de 2 Micron Sky Survey met de 62 inch Caltech Infrared Telescope op het Mount Wilson-observatorium en werd voor het eerst beschreven in 1969 door een groep astronomen die geleid werd door Eric Becklin. CW Leonis straalt zijn meeste energie uit in het infrarode gebied, Bij een golflengte van 5 micron is het de sterkste bron buiten het zonnestelsel.

## Eigenschappen
De afstand van IRC+10216 is ongeveer 424 lichtjaar. CW Leonis bevindt zich in een laat stadium van zijn evolutie waarin het zijn stoffige atmosfeer wegblaast om in de toekomst een witte dwerg te worden. 
De oorspronkelijke massa van de ster lag waarschijnlijk tussen 3 en 5 zonsmassa's. De massa van de sterkern en de toekomstige massa van de witte dwerg is ongeveer 0,7 - 0,9 zonnemassa's. De gemiddelde lichtkracht van de ster is ongeveer 11.300 L☉, maar de lichtkracht varieert met een periode van 649 dagen tussen 8.500 en 15.800 L☉.
De koolstofrijke gasvormige schil rond de ster expandeert met een snelheid van 14,5 km/s en is ten minste 69.000 jaar oud. De ster verliest (1–4) × 10−5 zonnemassa's per jaar. De circumstellaire schil bevat ten minste 1,4 zonnemassa's gas en stof. De diameter van de schil is ongeveer 6 boogminuten, ofwel 0,74 lichtjaar (47.000 AE). Verschillende chemische elementen en ongeveer 50 moleculen zijn gedetecteerd in de outflow van CV Leonis. De ster wordt vaak waargenomen als gezocht wordt naar nieuwe circumstellaire moleculen. Het circumstellaire omhulsel heeft een gecompliceerde structuur, met gedeeltelijke bogen en incomplete schillen. Dit kan veroorzaakt zijn door een magnetische cyclus die vergelijkbaar is met de zonnecyclus en resulteert in periodieke toenames van het massaverlies.